# Americium-241
Americium-241 (241Am) je izotop americia. Stejně jako ostatní izotopy tohoto prvku je radioaktivní. Jde o nejrozšířenější izotop americia v jaderném odpadu. Vzniká β− přeměnou z 241Pu, záchytem elektronu z 241Cm a α rozpadem z 245Bk. Poločas přeměny 241Am je 432,6 let (tomu odpovídá měrná aktivita 127 GBq/g), téměř vždy dojde k α rozpadu na 237Np, probíhá také spontánní štěpení (s pravděpodobností 4×10−12). Jeho výskyt v plutoniu záleží na původní koncentraci plutonia-241 a na stáří vzorku.
241Am je štěpitelný nuklid, kritická hmotnost čistého izotopu je 57,6-75,6 kg (tomu odpovídá koule o poloměru 19–21 cm).
241Am se obvykle používá ve formě 241AmO2. Často se využívá v ionizačních detektorech kouře, kromě toho se jedná o potenciální palivo v dlouhodobých radioizotopových termoelektrických generátorech.

## Výroba
Americium-241 bylo v malých množstvích vyráběno v jaderných reaktorech po desítky let, již jej bylo vyrobeno mnoho kilogramů. Poprvé bylo nabídnuto k prodeji v roce 1962, ovšem jeho cena, kolem 1 500 USD za gram, se od té doby téměř nezměnila kvůli velmi složitému separačnímu procesu.
241Am se nevyrábí přímo z uranu, ale z 239Pu. Nejprve je vyroben druhý z uvedených nuklidů touto řadou jaderných reakcí
{\displaystyle \mathrm {^{238}_{\ 92}U\ \xrightarrow {(n,\gamma )} \ _{\ 92}^{239}U\ {\xrightarrow[{23{,}5\ min}]{\beta ^{-}}}\ _{\ 93}^{239}Np\ {\xrightarrow[{2{,}3565\ d}]{\beta ^{-}}}\ _{\ 94}^{239}Pu} }
Záchyt dvou neutronů 239Pu vede ke vzniku 241Pu, které se přemění na 241Am
{\displaystyle \mathrm {^{239}_{\ 94}Pu\ \xrightarrow {2~(n,\gamma )} \ _{\ 94}^{241}Pu\ {\xrightarrow[{14{,}35\ r}]{\beta ^{-}}}\ _{\ 95}^{241}Am} }
Plutonium obsažené ve vyhořelém jaderném palivu obsahuje kolem 12 % 241Pu. Jelikož se tento nuklid přeměňuje na 241Am, lze jej oddělit a využít k výrobě 241Am; tento proces je ovšem pomalý: polovina původního množství 241Pu se přemění na 241Am za 14 let a množství 241PAm dosáhne maxima za 70 let.
Získané 241Am lze použít na výrobu těžších izotopů americia záchytem neutronů v jaderném reaktoru. V lehkovodním reaktoru se 79 % 241Am přemění na 242Am a 10 % na jaderný izomer 242mAm
{\displaystyle \mathrm {^{241}_{\ 95}Am\ {\xrightarrow {(n,\gamma )}}\ _{\ 95}^{242}Am} }

## Použití

### Ionizační detektory kouře
Americium-241 je jediný syntetický nuklid, který našel své využití v domácnostech, kde se používá v nejběžnějším typu požárních hlásičů (s ionizačním detektorem kouře) 241AmO2 jako zdroj ionizujícího záření. Tento izotop je upřednostňován před 226Ra, protože vyzařuje pětkrát více alfa částic a také poměrně málo škodlivé záření gama. Vzhledem k poločasu rozpadu 432,6 let se množství americia v detektoru postupně snižuje, po 19 letech obsahuje přibližně 3 % a po 32 letech přibližně 5 % neptunia. Obvyklé množství americia v novém hlásiči je 0,29 mikrogramů, aktivita asi 37 kBq; v některých starších průmyslových hlásičích až 3 MBq. Obsah 241Am se jeho rozpadem na 237Np (s mnohem delším poločasem, tedy nižší aktivitou) pomalu snižuje. Vyzařované částice alfa procházejí ionizační komorou, vzduchem vyplněným místem mezi dvěma elektrodami, což umožňuje, aby mezi deskami kondenzátoru procházel díky ionizaci vzduchu malý, ale stálý elektrický proud. Pokud se do tohoto prostoru dostane kouř, pohltí některé alfa částice, zmírní ionizaci vzduchu a způsobí snížení protékajícího proudu. Přístroj zaznamená tuto změnu proudu a rozezní piezoelektrický bzučák. Ve srovnání s optickými detektory je ionizační detektor levnější a citlivější, ovšem také náchylnější k falešným poplachům.

#### Výroba detektorů
Výroba americia do hlásičů začíná u oxidu americičitého, který je důkladně promíchán se zlatem, vytvarován do žádoucího tvaru a roztaven za vysokého tlaku a při teplotě nad 800 °C. Přidá se stříbro a přední kryt ze zlata (nebo slitiny zlata či palladia) a za tepla se zpevní. Produkt je zpracován několika cykly válcování za studena, aby bylo dosaženo požadované tloušťky a úrovně radioaktivity. Konečná tloušťka je okolo 0,2 mm, z čehož asi 1 % představuje zlato. Vzniklý, asi 20 mm široký, pás se rozdělí na asi 1 metr dlouhé úseky. Z tohoto pásu jsou vyraženy disky o průměru kolem 5 mm, které se následně vloží do (většinou hliníkového) pláště, který tvoří většinu toho, co je vidět na disku. Tenký okraj tohoto pláště se přehne a zcela uzavře disk.

### Radioizotopové generátory
Jelikož má 241Am relativně podobný poločas přeměny jako 238Pu (432,6 let oproti 87,7 rokům), bylo navrženo jeho využití v radioizotopových termoelektrických generátorech v kosmických sondách a lodích. I když americium-241 vytváří méně tepla a elektrické energie než plutonium-238 (114,7 mW/g u 241Am a 390 mW/g u 238Pu) a přestože jím vydávané záření představuje větší hrozbu pro člověka kvůli vyzařování gama fotonů a neutronů jej Evropská kosmická agentura hodlá využít ve svých kosmických sondách v důsledku celosvětového nedostatku plutonia-238.

### Zdroj neutronů
Oxidy 241Am smíchané pod tlakem s berylliem mohou být velmi účinnými zdroji neutronů. Radioaktivním rozpadem se uvolňují částice alfa
{\displaystyle \mathrm {^{241\!\,}_{\ 95}Am\ {\overset {432{,}2r}{\longrightarrow }}\ _{\ 93}^{237}Np\ +\ _{2}^{4}\alpha ^{2+}+\ \gamma ~59{,}5~keV} }
,které reagují s berylliem
{\displaystyle \mathrm {^{9}_{4}Be\ +\ _{2}^{4}\alpha ^{2+}\longrightarrow \ _{\ 6}^{12}C\ +\ _{0}^{1}n\ +\ \gamma } }
Takovéto zdroje neutronů se nejčastěji využívají v neutronových sondách - zařízeních pro měření vlhkosti půdy, také v tomografii a dalších radiochemických metodách.

## Výroba dalších prvků
Americium-241 se někdy používá jako výchozí surovina při výrobě dalších transuranů, například ostřelováním 241Am neutrony vzniká 242Am:
{\displaystyle \mathrm {^{241}_{\ 95}Am\ {\xrightarrow {(n,\gamma )}}\ _{\ 95}^{242}Am} }
, které se následně z 82,7 % přeměňuje na 242Cm a ze 17,3 % na 242Pu:
{\displaystyle \mathrm {^{241}_{\ 95}Am\ {\xrightarrow {(n,\gamma )}}\ _{\ 95}^{242}Am\ {\xrightarrow[{16.02\ h}]{\beta ^{-}}}\ _{\ 96}^{242}Cm} }
{\displaystyle \mathrm {^{241}_{\ 95}Am\ {\xrightarrow {(n,\gamma )}}\ _{\ 95}^{242}Am\ {\xrightarrow[{16.02\ h}]{\beta ^{+}}}\ _{\ 94}^{242}Pu} }
V jaderných reaktorech také vzniká dalším záchytem neutronů 243Am a 244Am, které se přeměňuje na 244Cm:
{\displaystyle \mathrm {^{242}_{\ 95}Am{\xrightarrow {(n,\gamma )}}~_{\ 95}^{243}Am\ {\xrightarrow {(n,\gamma )}}\ _{\ 95}^{244}Am\ {\xrightarrow[{10.1\ h}]{\beta ^{-}}}\ _{\ 96}^{244}Cm} }
Ozářením 241Am jádry 12C nebo 22Ne lze získat 253Es a 263Db. Berkelium (konkrétně izotop 243Bk bylo poprvé připraveno ostřelováním 241Am alfa částicemi. Podobně bylo ve Spojeném ústavu jaderných výzkumů v Dubně několika reakcemi, mimo jiné ozářením 243Am ionty 15N, připraveno nobelium. Jedna z reakcí pro syntézu lawrencia, objevená vědci z Berkeley a Dubny, zahrnuje bombardování 243Am jádry 18O.

### Spektrometrie
Americium-241 se používá jako zdroj gama záření i alfa částic pro mnohá medicínská a průmyslová využití. Emise gama záření o energii 59,54 keV lze použít k nepřímé analýze materiálu v radiografii a rentgenové fluorescenční spektroskopii. Americium-241 je také možné použít ke kalibraci gama spektrometrů v nízkém energetickém pásmu, jelikož jeho spektrum obsahuje prakticky jediný vrchol a zanedbatelné Comptonovo kontinuum (s nejméně o tři řády nižší intenzitou).

## Lékařství
Gama záření americia-241 se používalo k diagnóze funkce štítné žlázy, toto použití je již zastaralé. Pomocí tohoto záření lze získat poměrně kvalitní radiografické snímky (expoziční doba je 10 minut). Radiografické přístroje s americiem-241 byly pouze testovány a nikdy nebyly použity v praxi z důvodu dlouhého času, po který by bylo třeba pacienta vystavit účinkům záření, které je karcinogenní.

## Bezpečnost
Americium-241 je podobně jako ostatní izotopy americia vysoce toxické a radioaktivní. Přestože mohou být alfa částice zastaveny už listem papíru, tak po požití způsobují vážné zdravotní problémy. Izotopy americia jsou také velmi toxické, podobně jako těžké kovy. Nejvyšší přípustná dávka 241Am je 1 110 Bq.
Americium-241 vyzařuje také gama záření. Bezpečné skladování americia-241 vyžaduje dodržování bezpečnostních předpisů, bez toho je značně nebezpečné. Jeho konstanta dávky záření gama je 8,48x10−5 mSv/h/MBq na metr.
Při pozření se americium-241 vyloučí během několika dnů a pouze 0,05 % přejde do krve, z toho po 45 % se dostane do jater a do kostí a zbylých 10 % je vyloučeno. Míra absorpce v játrech se zvyšuje s věkem. V kostech se nejprve hromadí v kůře a poté se pomalu dostává do ostatních částí. Biologický poločas 241Am je 50 let v kostech a 20 let v játrech, zatímco v pohlavních orgánech zůstává stále.
Americium-241 se často dostává na skládky spolu s vyřazenými požárními hlásiči.